# Юмэ (собака)
Юмэ (род. 4 апреля 2012, Одате, Акита, Япония; с яп. 夢 — «мечта») — домашняя собака президента России Владимира Путина породы акита-ину. Подарена Путину губернатором северной японской префектуры Акита Норихисой Сатакэ в 2012 году в качестве благодарности за помощь в ликвидации последствий мощного землетрясения и цунами.
Получив щенка, Путин отметил, что это «милый подарок», и подарил в ответ сибирского кота по кличке Мир. Кличку для щенка выбрал сам Путин.
Собаки породы акита-ину высоко ценятся японцами. По словам журналиста Wall Street Journal, кроме Путина, единственным иностранцем, получившим в подарок акита-ину, является американская активистка Хелен Келлер — ей подарили собаку в 1937 году. 